# You Ain't Woman Enough
| Recensione | Giudizio |
| ---------- | -------- |
| AllMusic   | [ 1 ]    |

You Ain't Woman Enough è un album discografico di Loretta Lynn, pubblicato dalla casa discografica Decca Records nel settembre del 1966.

## Tracce

### LP
Lato A
1. You Ain't Woman Enough – 2:11 (Loretta Lynn) – Registrato il 15 novembre 1965 al Columbia Recording Studio di Nashville, Tennessee
2. Put It Off Until Tomorrow – 2:28 (Dolly Parton, Billy Owens) – Registrato il 22 marzo 1966 al Columbia Recording Studio di Nashville, Tennessee
3. These Boots Are Made for Walkin' – 2:18 (Lee Hazlewood) – Registrato l'11 aprile 1966 al Bradley's Barn di Mount Juliet, Tennessee
4. God Gave Me a Heart to Forgive – 2:54 (Bob Cummings, Loretta Lynn, Barbara Cummings) – Registrato il 13 gennaio 1966 al Columbia Recording Studio di Nashville, Tennessee
5. Keep Your Change – 1:52 (Loretta Lynn) – Registrato il 13 gennaio 1966 al Columbia Recording Studio di Nashville, Tennessee
6. Someone Before Me – 2:12 (Bob Hicks) – Registrato l'11 aprile 1966 al Bradley's Barn di Mount Juliet, Tennessee

Lato B
1. The Darkest Day – 2:08 (Loretta Lynn) – Registrato l'11 aprile 1966 al Bradley's Barn di Mount Juliet, Tennessee
2. Tippy Toeing – 1:52 (Bobby Harden) – Registrato il 22 marzo 1966 al Columbia Recording Studio di Nashville, Tennessee
3. Talking to the Wall – 2:29 (Warner McPherson, Bill Montague) – Registrato il 22 marzo 1966 al Columbia Recording Studio di Nashville, Tennessee
4. A Man I Hardly Know – 2:05 (Loretta Lynn) – Registrato il 13 gennaio 1966 al Columbia Recording Studio di Nashville, Tennessee
5. Is It Wrong (For Loving You) – 2:24 (Warner McPherson) – Registrato il 22 marzo 1966 al Columbia Recording Studio di Nashville, Tennessee
6. It's Another World – 2:00 (Darrell Statler) – Registrato l'11 aprile 1966 al Bradley's Barn di Mount Juliet, Tennessee

## Musicisti
You Ain't Woman Enough
- Loretta Lynn - voce
- Ray Edenton - chitarra acustica
- Grady Martin - chitarra elettrica
- Hal Rugg - chitarra steel
- David Briggs - pianoforte
- Harold Bradley - basso elettrico
- Joe Zinkan - contrabbasso
- Buddy Harman - batteria
- The Jordanaires (gruppo vocale) - cori
- Owen Bradley - produttore

Put It Off Until Tomorrow / Tippy Toeing / Talking to the Wall / Is It Wrong (For Loving You)
- Loretta Lynn - voce
- Grady Martin - chitarra elettrica solista
- Kelso Herston - chitarra
- Hal Rugg - chitarra steel
- Floyd Cramer - pianoforte
- Harold Bradley - basso elettrico
- Junior Huskey - contrabbasso
- Buddy Harman - batteria
- The Jordanaires (gruppo vocale) - cori
- Owen Bradley - produttore

These Boots Are Made for Walkin' / Someone Before Me / The Darkest Day / It's Another World
- Loretta Lynn - voce
- Grady Martin - chitarra elettrica solista
- Fred Carter - chitarra elettrica
- Lloyd Green - chitarra steel
- Floyd Cramer - pianoforte
- Harold Bradley - basso elettrico
- Junior Huskey - contrabbasso
- Buddy Harman - batteria
- (probabile) The Jordanaires (gruppo vocale) - cori
- Owen Bradley - produttore

God Gave Me a Heart to Forgive / Keep Your Change / A Man I Hardly Know
- Loretta Lynn - voce
- Pete Wade - chitarra
- Grady Martin - chitarra elettrica solista
- Kelso Herston - chitarra elettrica
- Hal Rugg - chitarra steel
- David Briggs - pianoforte
- Harold Bradley - basso elettrico
- Junior Huskey - contrabbasso
- Willie Ackerman - batteria
- The Jordanaires (gruppo vocale) - cori
- Owen Bradley - produttore[4]

Note aggiuntive
- Hal Buksbaum - fotografia copertina album originale
- Mae Boren Axton - note retrocopertina album originale[3]

## Classifica
Album
| Anno | Classifica         | Posizione raggiunta |
| ---- | ------------------ | ------------------- |
| 1966 | Top Country Albums | 1                   |
| 1967 | Billboard 200      | 140                 |

Singoli
| Anno | Titolo del brano    | Classifica        | Posizione raggiunta |
| ---- | ------------------- | ----------------- | ------------------- |
| 1967 | A Man I Hardly Know | Hot Country Songs | 72                  |